# Корзуновське сільське поселення
Корзуно́вське сільське́ посе́лення (рос. Корзуновское сельское поселение) — адміністративне утворення у складі Печензького району Мурманської області, Росія.

## Склад
До складу поселення входять такі населені пункти:
| Населений пункт                | Населення, осіб (2010) |
| ------------------------------ | ---------------------- |
| Корзуново                      | 275                    |
| Луостарі (селище)              | 2260                   |
| Луостарі (пристанційне селище) | 10                     |
| Тітовка                        | 1                      |

| Мурманська область | Це незавершена стаття про Мурманську область. Ви можете допомогти проєкту, виправивши або дописавши її. |